# Hypleurochilus aequipinnis
Hypleurochilus aequipinnis är en fiskart som först beskrevs av Günther, 1861.  Hypleurochilus aequipinnis ingår i släktet Hypleurochilus och familjen Blenniidae. Inga underarter finns listade i Catalogue of Life.